# Пшегиня (Малопольское воеводство)
Пшеги́ня (пол. Przeginia) — село в Польше в сельской гмине Ежмановице-Пшегиня Краковского повета Малопольского воеводства.

## География
Село располагается в 5 км от административного центра гмины села Ежмановице и в 27 км от административного центра воеводства города Краков.
Село располагается на Краковско-Ченстоховской возвышенности. Село состоит из частей с собственными наименованиями: Бжег, До-Мосту, Масалина-Гура, На-Паньске, На-Скотницы, Нова-Весь, Под-Божой-Менкой, Под-Дзялками и Сплавы.

## История
Первое упоминание о селе относится к 1225 году. В это время оно упоминается как «Пшегина» (Preghina). В 1228 году упоминаются крестьяне из Пшенигы платили десятину женскому монастырю норбертанок в Имбрамовице. В XV веке село упоминается как Пшегиня. С этого века село было собственностью польской короны. С XVI века село перешло в собственность замка Пескова-Скала. В 1529 году настоятелем приходской церкви в Пшегине был польский астроном Мартин Бем. В 1550 году воевода Станислав Шафранец, принимавший активное участие в реформаторском движении, организовал в селе кальвинистскую общину.
С 1973 года по 1976 год село было административным центром одноимённой гмины. В 1975—1998 годах село входило в состав Краковского воеводства.

## Население
По состоянию на 2013 год в селе проживало 2395 человек.
| 2010 | 2013 |
| ---- | ---- |
| 2350 | 2395 |

| Перепись  | Всего   | Всего | Женщины | Женщины | Мужчины | Мужчины |
| --------- | ------- | ----- | ------- | ------- | ------- | ------- |
| Единицы   | человек | %     | человек | %       | человек | %       |
| Население | 2395    | 100   | 1232    |         | 1163    |         |